# 레지 모리스

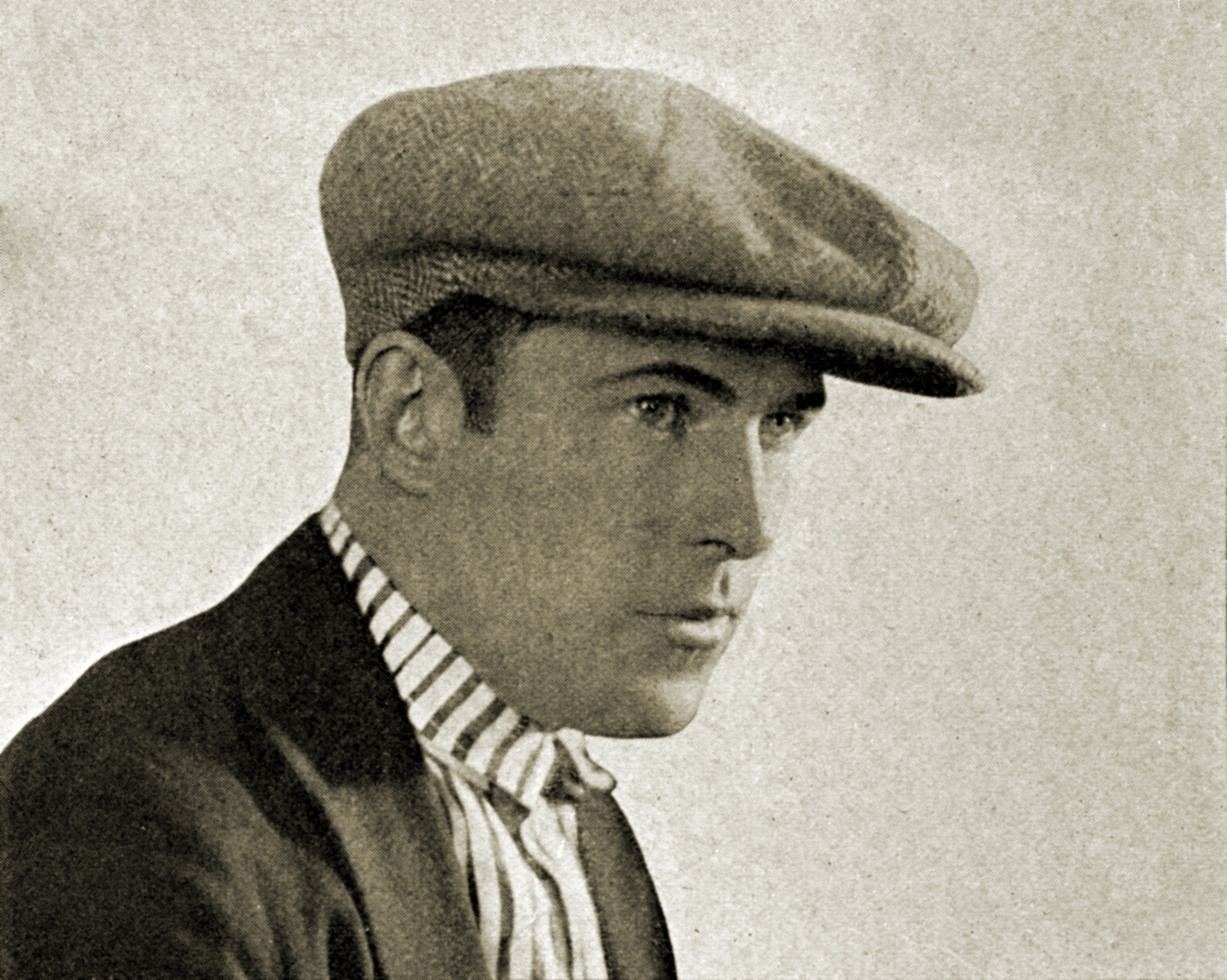

레지 모리스(Reggie Morris, 1886년 6월 25일 ~ 1928년 2월 16일)는 미국의 배우, 영화 감독, 각본가, 영화배우이다.
뉴저지주에서 태어났으며 로스앤젤레스에서 사망하였다. 사인은 심근 경색이다.

## 영화
- 어 걸 인 에브리 포트 (1928년)